# Конкурентоспособность предприятия
Конкурентоспособность предприятия — это его свойство, характеризующееся степенью реального или потенциального удовлетворения им конкретной потребности по сравнению с аналогичными объектами, представленными на данном рынке. Конкурентоспособность определяет способность выдерживать конкуренцию в сравнении с аналогичными объектами на данном рынке, считает Филип Котлер.
Конкурентоспособность предприятия обеспечивается конкурентной позицией, которую занимает фирма, управляющая предприятием.  

## Факторы конкурентоспособности
Практически во всех отраслях экономики действуют следующие пять факторов конкурентоспособности:
- качество;
- цена;
- реклама;
- исследования и развитие;
- обслуживание[1].

## Основные методы оценки конкурентоспособности предприятий
- Матричные методы (основанные на оценке продуктового портфеля компании);
- Продуктовые методы (основанные на оценке конкурентоспособности продукции компании);
- Операционные методы (основанные на оценке различных компонентов операционной деятельности компании);
- Методы оценки стоимости бизнеса (основанные на оценке рыночной стоимости компании);
- Динамические методы (основанные на оценке ключевых экономических показателей компании в динамике).